# Государственный переворот в Италии (1943)

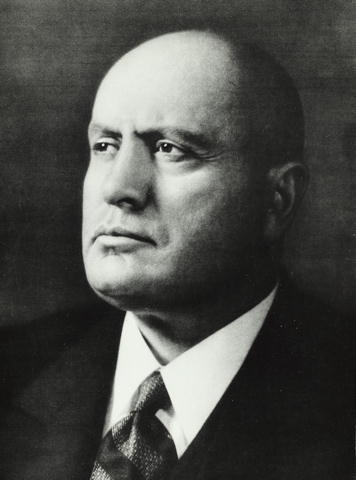
Бенито Муссолини, дуче фашизма

Государственный переворот в Италии, более известный там как «25 Июля» (итал. 25 Luglio), произошёл в 1943 году. Недовольные фактическим поражением страны во Второй мировой войне фашистские функционеры сформировали несколько оппозиционных премьер-министру Бенито Муссолини группировок, потребовавших созыва Большого фашистского совета. Одна из них во главе с председателем Палаты фасций и корпораций Дино Гранди при поддержке короля Виктора Эммануила III провела через Совет резолюцию о передаче королю верховной власти и главнокомандования и роспуске фашистских институтов власти. 25 июля дуче был вызван на аудиенцию к королю и арестован. 21-летнее правление фашистов окончилось. В страну вторглись немецкие войска. 8 сентября вступило в силу перемирие между Италией и союзниками. 12 сентября 1943 года Муссолини был освобождён немцами и возглавил Итальянскую социальную республику.

## Предпосылки. Первые признаки недовольства
К 1942 году Италия оказалась в тяжёлом экономическом кризисе. Уже в 1940 году, в год вступления страны в войну, бюджет закрылся с дефицитом в более 56 миллиардов лир. Война изначально рассматривалась как краткосрочная, с возможностью приобретения новых территорий. Однако, затягивание войны повлияло в ещё больше отрицательной степени на экономику страны. С 1940 года в Италии была введена карточная система с нормированием пищевых продуктов, а также среди населения вводились принудительные военные займы. Неуклонно снижались и поставки нефти в страну. Если в 1940 году было поставлено чуть больше миллиона тонн, то к 1942 году — лишь 261 тысяча тонн. По промышленным предприятиям проходили забастовки — небывалый случай в тоталитарном, фашистском государстве, тем более в военное время. Росло недовольство населения.

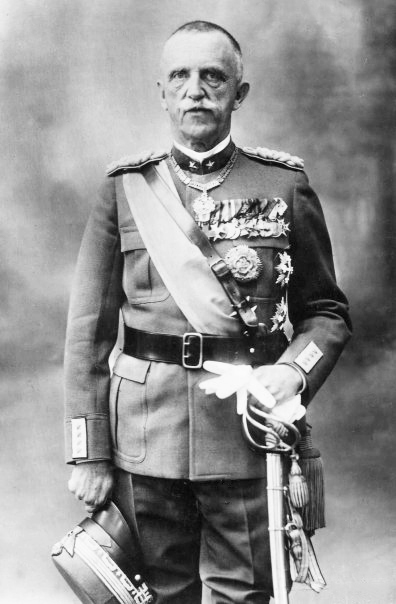
Король Виктор Эммануил III

В начале 1943 года ситуация на итальянских фронтах казалась мрачной: крах африканского фронта 4 ноября и высадка Союзников 8—12 ноября 1942 года открыли дорогу для морского десанта в Италию. Поражение итальянских войск в СССР, постоянные бомбардировки городов, недостаток провизии и топлива оказывали деморализующее воздействие на население страны: большинство граждан теперь хотело выйти из войны и покинуть «ось». Для сохранения контроля над последним оплотом альянса в Северной Африке — Тунисом — Италии была необходима значительная помощь со стороны немцев. Муссолини, убеждённый, что именно средиземноморский театр сыграет решающую роль в конфликте, пытался убедить Гитлера заключить перемирие с Советским Союзом и перебросить основную часть германских войск на юг. На встрече в Зальцбурге 29 апреля 1943 года дуче изложил свои идеи фюреру, который не согласился с ними. Просьба о немедленном подкреплении с целью защиты тунисского плацдарма была отклонена вермахтом, чьи генералы не верили в дальнейшее сопротивление итальянцев. Ещё одним фактором, подогревшим политическую нестабильность, стало состояние здоровья Муссолини: он находился в депрессии, после нескольких месяцев тяжёлых желудочных болей у него диагностировали гастрит и дуоденит нервного происхождения. После некоторых колебаний врачи отвергли онкологическое заболевание. Из-за болезни итальянский премьер-министр стал редко заниматься государственными делами.

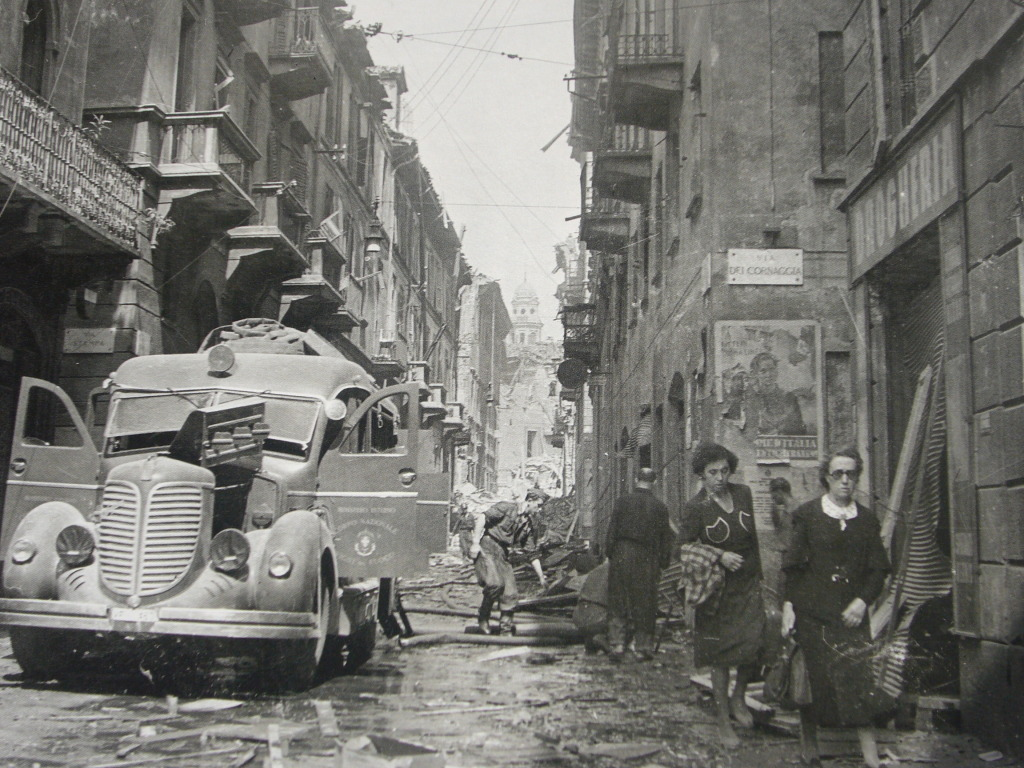
Последствия бомбардировки Милана авиацией Союзников. 1943 год.

Выход из сложившейся ситуации стал предметом обсуждения различных групп, в которые входили придворные, представители антифашистских и фашистских кругов и руководство Генерального штаба. Часть аристократов, в том числе кронпринцесса Мария Жозе, члены высших классов и старая политическая элита независимо друг от друга пытались установить контакты с антигитлеровской коалицией. Им не было известно, что на конференции в Касабланке союзники сочли приемлемой лишь безоговорочную капитуляцию. Англичане и американцы ждали шагов от высшего руководства страны и пренебрегли дальнейшими контактами. Антифашистские партии, ослабленные за 20 лет диктатуры, не могли ничего противопоставить дуче. Большая часть его политических противников, за исключением коммунистов и Партии действия, ждала, что король выступит первым, однако из-за собственных опасений в успехе переворота, нежелании нарушать конституцию и отсутствия перспектив для монархии в послевоенной Италии Виктор Эммануил не решился на это. Он презирал дофашистских политиков, опасался, что после окончания войны союзники потребуют с Италии контрибуцию, и всё ещё доверял Муссолини, надеясь, что он снова поправит ситуацию. Король созвал собственный совет и удалил от себя тех, кто пытался вскрыть его замыслы. Среди них был новый начальник генштаба генерал Витторио Амброзио, преданный Виктору Эммануилу и враждебный немцам. Генерал считал войну проигранной, но не решался выступить против Муссолини без консультации с королём. Вместе со своими ближайшими соратниками генералами Кастельяно и Карбони, сыгравшими ведущую роль в заключении перемирия 8 сентября 1943 года, Амброзио постепенно продвигал на ключевые посты в вооружённых силах преданных королю людей и пытался перебросить в Италию как можно больше войск, но не вызвать при этом подозрений немцев было затруднительно.
6 февраля 1943 года Муссолини произвёл самую большую перестановку кабинета за 21 год у власти: лишились должностей почти все министры, включая ранее имевших значительное влияние зятя дуче Галеаццо Чиано, графа Мордано Дино Гранди, Джузеппе Боттаи, Гвидо Гвиди и Алессандро Паволини. Цели, которые премьер-министр ставил перед отставками, — успокоение общественного мнения и ключевых элементов Национальной фашистской партии — не были достигнуты, так как новые фигуры оказались слишком компромиссными. Муссолини занял пост министра иностранных дел, а своим заместителем назначил Джузеппе Бастианини. С одной стороны, тот выступал за заключение мира между Германией и СССР, с другой — пытался создать альянс Болгарии, Венгрии и Румынии во главе с Италией, ставший бы противовесом немецкому влиянию в Европе. В апреле дуче сместил верного королю начальника полиции, обвинив его в неэффективности при подавлении мартовских забастовок, и сменил молодого и неопытного секретаря НФП Альдо Видуссони на сторонника жёсткой линии Карло Скорца в надежде оживить партию.

## Развитие конфликта
Капитуляция итало-германских войск в Тунисе 13 мая 1943 года радикально изменила ситуацию в стратегическом плане. Италия стала уязвимой для вторжения, поэтому контроль над страной, превратившейся в заграничный бастион Рейха, стал ему необходим. На случай заключения королевством перемирия с антигитлеровской коалицией немцы разработали планы оккупации Италии и занятых ей территорий на Балканах и разоружения итальянской армии. В рамках подготовки они желали разместить в стране больше войск, но Муссолини и Амброзио, желавшие сохранить её независимость, попросили лишь больше самолётов.
11 июня 1943 года союзники захватили итальянский остров Пантеллерия, превращённый фашистами в крепость, однако после недели непрерывных бомбардировок он подвергся значительным разрушениям и сдался практически без сопротивления. Стало очевидно, что следующей целью противника станут большие острова Сицилия, Сардиния или Корсика. В середине мая король начал раздумывать о выходе Италии из войны, к чему его подтолкнул министр двора герцог д’Аквароне, обеспокоенный будущим монархии. Общественное мнение, долго ждавшее от Виктора Эммануила первого шага, начало отворачиваться от него. В конце мая д’Аквароне и адъютант короля генерал Пунтони встретились с двумя влиятельными представителями старой политической элиты Иваноэ Бономи и Марчелло Солери, которые потребовали отставки Муссолини и формирования военного правительства. 2 и 8 июня им была дана аудиенция у короля, однако Бономи и Солери остались недовольны его пассивностью. 30 июня первый предложил кронпринцу Умберто II три кандидатуры на должность премьер-министра: Амброзио и маршалов Бадольо и Кавилья. 4 июля Умберто пригласил к себе Бадольо и сообщил ему, что король не возражает против отставки правительства.
В пользу Кавильи говорили его храбрость и стойкая антифашистская позиция, среди же его недостатков были преклонный возраст и давнее масонство. Бадольо, отправленный в отставку с поста начальника генштаба в декабре 1940 года после поражения в Греции, считал Муссолини личным врагом и ждал возможности отомстить. Маршал дружил с д’Аквароне, когда-то бывшим его адъютантом, и, как и Кавилья, был масоном. Оба военачальника ненавидели друг друга.
4 июня Виктор Эммануил принял Гранди, который, лишившись поста в кабинете, остался председателем Палаты фасций и корпораций. Несмотря на то, что он 20 лет проработал бок о бок с дуче, Гранди считал, что фашизм со смертью Муссолини придёт в упадок, и был более правым консерватором, чем фашистом. Ранее граф Мордано был министром иностранных дел и послом в Великобритании и считался наиболее вероятным преемником премьер-министра. Будучи лично предан ему, Гранди, однако, считал, что для блага дуче иногда необходимо игнорировать его приказы. 25 марта 1943 года король наградил графа высшим династическим орденом Аннунциаты, что дало ему право именовать себя «двоюродным братом короля» и иметь неограниченный доступ ко двору. На последней встрече с Виктором Эммануилом перед 25 июля Гранди смело предложил убить Муссолини и атаковать немцев и сравнил своего собеседника с герцогом Савойи Виктором Амадеем II, ради спасения династии предавшим Францию, приняв сторону Священной Римской империи в войне за испанское наследство. Виктору Эммануилу нужна была сакральная жертва, в качестве которой граф предложил себя. В ответ король напомнил, что в стране конституционная монархия и он не может действовать без одобрения парламента или Большого фашистского совета. Виктор Эммануил остерегался поспешных решений, которые были бы равнозначны предательству, и попросил Гранди доверять ему. Тот остался недоволен бездействием монарха и в ожидании развития ситуации на несколько дней уехал в родную Болонью.
19 июня состоялось последнее заседание фашистского правительства. Министр связи Чини, один из наиболее влиятельных индустриальных магнатов, прямо предложил Муссолини искать выход из войны и сразу после встречи подал в отставку. Выпад Чини стал одним из знаков падения популярности премьера. Преданные ему фигуры, агенты ОВРА и немцы проинформировали его о нескольких заговорах, однако он не внял предупреждениям, списав чужую обеспокоенность на излишнее чтение криминальных романов и манию преследования. 25 июня дуче произнёс свою последнюю речь в качестве председателя правительства, заявив, что единственной итальянской территорией, которую смогут «навечно» оккупировать союзники, станет итальянское побережье, при этом неправильно назвав его. Для многих итальянцев спутанная речь Муссолини стала свидетельством того, что с ним происходит что-то неладное.
Ночью 10 июля англо-американские войска высадились на Сицилии. Итальянское командование ожидало этого, однако силы итальянцев были разгромлены, а в некоторых случаях, в том числе в наиболее укреплённой на полуострове Аугусте, они и вовсе сдавались без боя. В первые дни сохранялась надежда на то, что высадку удастся отбить, однако вскоре стало ясно, что Сицилия потеряна. 16 июля дуче принял Бастианини в своём кабинете в палаццо Венеция. Заместитель министра иностранных дел предложил премьер-министру отправить телеграмму Гитлеру с упрёком в отсутствии подкреплений, на что Муссолини согласился. Он поддержал и предложение Боттаи начать переговоры с союзниками, но при условии, что контакты будут опосредованными. Связным должен был стать ватиканский банкир Фумми, которому необходимо было попасть в Великобританию из Испании или Португалии. В тот же вечер он передал госсекретарю Святого Престола кардиналу Мальоне документ, объяснявший итальянскую позицию по одностороннему выходу из войны.

### Фашистская оппозиция

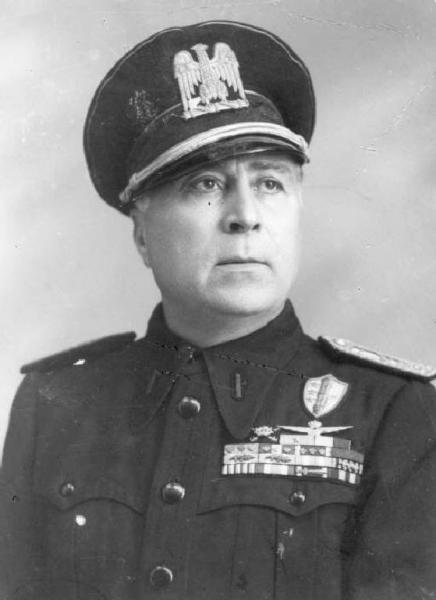
Роберто Фариначчи, сторонник жёсткой линии, последовательно поддерживавший Германию, и ярый оппонент Гранди

Многие члены фашистской партии утвердились во мнении, что война проиграна. Сицилийская операция, отсутствие итальянского сопротивления и реакции дуче потрясли их. Часть партийцев ждала шагов от короля, часть — от Муссолини. Значительной трудностью стал поиск органа власти, который мог бы выступить против него. Из четырёх таковых — НФП, Палаты фасций и корпораций, сената и Большого фашистского совета — на эту роль подходили лишь сенат и Совет, где заседали несколько оппозиционных премьер-министру политиков. 22 июля 61 сенатор обратился к нему с просьбой созвать верхнюю палату законодательного собрания, однако он отказался. Провести заседание БФП и наметить для него повестку дня мог только Муссолини. Чёткий план по выходу из сложившегося положения был лишь у Гранди, не считая Фариначчи, который действовал в противовес графу. Тот задумал сместить дуче, сформировать правительство, в которое фашисты не вошли бы, и атаковать немецкие войска, размещённые на территории страны. Граф Мордано считал, что лишь таким способом удастся в обход решения конференции в Касабланке заключить перемирие с антигитлеровской коалицией. Позже новый секретарь НФП Карло Скорца разработал собственный план, предполагавший, как и предлагал Фариначчи, «политическое бальзамирование» Муссолини и начало «тотальной войны». В то время как Фариначчи действовал бок о бок с немцами, Скорца считал, что власть должна принадлежать партии, за несколько лет утратившей былую популярность. 13 и 16 июля несколько партийных функционеров под руководством Фариначчи провели встречу в штаб-квартире НФП на пьяцца Колонна и решили просить дуче созвать Большой фашистский совет. К их удивлению, он дал своё согласие. Оппозиция внутри партии оказалась расколота: Скорца и находившийся в изоляции Фариначчи выступали за тоталитаризм и тесное сотрудничество с Германией, а другие считали необходимым наделение короля чрезвычайными полномочиями на время войны. Ни у кого из умеренных фашистов не было власти, достаточной для того, чтобы взять верх во внутрипартийной борьбе. 15 июля король встретился с Бадольо, который незадолго до этого сказал друзьям, что организует путч и без поддержки монарха, и сообщил маршалу о том, что он станет преемником Муссолини на посту председателя правительства. Виктор Эммануил сказал Бадольо, что выступает категорически против гражданского правительства и что новый премьер поначалу не должен искать перемирия.

### Встреча в Фельтре

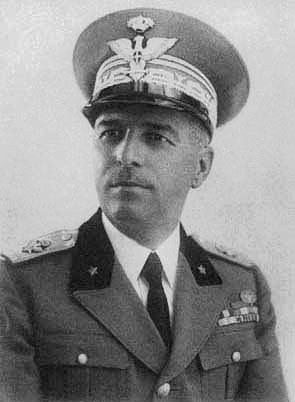
Начальник итальянского генштаба генерал Амброзио. Перед встречей с немцами он дал дуче две недели на выход Италии из «оси»

С разгромом итальянских войск на Сицилии сопротивление союзной высадке на материке оказалось невозможным без масштабной помощи Германии. Муссолини подготовил Гитлеру послание с просьбой о встрече с целью обсудить ситуацию в Италии, однако фюрер, которому каждый день докладывал о происходящем немецкий посол в Ватикане и агент Гиммлера Ойген Дольман, предложил встретиться первым.
Встреча состоялась 19 июля на вилле одного из сенаторов в городе Фельтре близ Беллуно. Гитлера, прибывшего вместе с генералами ОКВ, с итальянской стороны встречали: премьер-министр и исполняющий обязанности министра иностранных дел Муссолини, начальник генштаба Амброзио и заместитель министра иностранных дел Бастианини. В состав немецкой делегации не вошли ни Риббентроп, ни Геринг, что дало понять, что основным предметом переговоров будет ситуация на фронтах. Начальник итальянского генштаба тщательно подготовился к визиту и за день до него прямо сказал Муссолини, что его задача — в течение 15 дней заключить перемирие.
Немцы не верили в итальянцев и были заинтересованы лишь в оккупации северной и центральной частей страны, переложив оборону на плечи итальянских войск. Делегация Германии предложила назначить командующим силами «оси» на полуострове немецкого генерала — предположительно, Роммеля. В первые два часа говорил только Гитлер, обвинивший итальянцев в неудачах на поле боя и предложивший драконовские меры. Муссолини не удалось сказать ни слова. Внезапно встреча прервалась — в комнату вошёл адъютант дуче и сообщил ему, что противник впервые бомбит Рим. Во время обеда Амброзио и Бастианини убеждали премьера, чтобы тот сообщил Гитлеру о необходимости для Италии политического разрешения войны, однако Муссолини, заявивший, что уже месяцами раздумывает над дилеммой — выйти из «оси» или продолжать сражаться, отказался, сославшись на застенчивость, которая не позволяла ему откровенно поговорить с немецким коллегой. После обеденного перерыва дуче, к неудовольствию фюрера, закончил встречу, запланированную ещё на ближайшие три дня. Обе делегации поездом вернулась в Беллуно, где Муссолини попрощался с Гитлером, сказав ему: «Наше дело общее», а вечером на личном самолёте вернулся в Рим.
Тем временем Гранди решил действовать самостоятельно. В тот же день он выехал из Болоньи в столицу с черновиком резолюции, которую должен был утвердить Большой фашистский совет. Из-за ущерба, причинённого бомбардировкой, граф добрался до Рима только на следующий день и утром 21 июля встретился со Скорца, сообщившим ему о том, что премьер-министр решил созвать Совет.

## Два заговора
После провала переговоров в Фельтре и бомбардировки Рима кризис начал быстро набирать обороты. 20 июля Муссолини дважды принимал Амброзио. Во время его второго, вечернего визита дуче сказал генералу, что решился написать Гитлеру послание, в котором признал бы, что Италия должна выйти из «оси». Возмущённый тем, что такая возможность была упущена на вчерашней встрече, начальник генштаба подал в отставку, однако премьер-министр не принял её. Теперь он был бесполезен для Амброзио, не верившего, что Муссолини может разрешить конфликт, и генерал решил начать подготовку к вооружённому перевороту. Тем временем Гранди и его близкий соратник, лидер националистов Луиджи Федерцони начали подсчёт голосов при утверждении резолюции графа. По их оценке, из 27 членов БФС 4 проголосуют за, 7 против, 16 ещё не определились. Гранди не мог раскрыть партийному руководству истинные последствия принятия документа: арест дуче, роспуск фашистской партии и выход Италии из войны. Большая часть коллег графа всё ещё верили, что премьер-министр способен на чудо, и Гранди решил включить в резолюцию расплывчатые формулировки, допускавшие различные трактования. Он состоял из трёх частей: первая начиналась с длинного и высокопарного воззвания к вооружённым силам и народу, прославлявшего их сопротивление захватчикам, вторая призывала к восстановлению дофашистских государственных органов и законов, в третьей Совет просил короля в соответствие со статьёй 5 конституции принять верховную гражданскую и военную власть. В решении БФС Гранди видел сигнал для Виктора Эммануила. 21 июля Муссолини приказал Скорца созвать Совет. День спустя он разослал приглашения. Дресс-код требовал от заседавших «во имя победы» носить «униформу фашиста: чёрную тропическую рубашку, шорты цвета фельдграу». Поздним вечером 22 июля Гранди встретился с партийным секретарём и объяснил ему смысл резолюции; к удивлению графа, Скорца поддержал его и попросил копию документа. На следующее утро секретарь НФП показал его дуче, который назвал резолюцию недопустимой и предательской. Скорца тайно подготовил другой его проект, на вид схожий с предложением Гранди, но предусматривавший передачу власти партии.

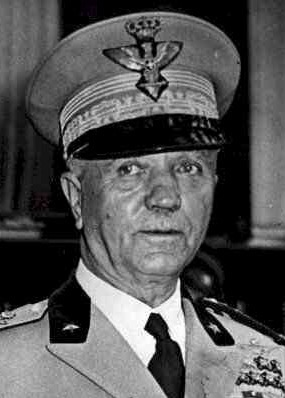
Маршал Бадольо, выбранный королём в преемники Муссолини вместо маршала Кавильи

22 июля король встретился с Муссолини, доложившим об исходе переговоров с Германией. Содержание их разговора неизвестно, однако Бадольо предположил, что премьер успокоил монарха заверениями в том, что к 15 сентября Италия выйдет из войны. Такая задержка может быть объяснена тем, что Бастианини налаживал контакты с союзниками, а дуче требовалось время, чтобы оправдать себя и страну в предательстве. Вероятно, Виктор Эммануил согласился с ним, поэтому Муссолини не беспокоился, как проголосует Совет. Без помощи короля переворот был обречён на провал. После аудиенции премьер-министр думал, что монарх на его стороне, тот, в свою очередь, был разочарован тем, что дуче не отреагировал на предложение подать в отставку. Угроза путча возросла: в то время как Бастианини пытался связаться с представителями антигитлеровской коалиции, сторонник жёсткой линии Фариначчи готовил переворот с целью сместить и короля, и Муссолини и превратить страну в немецкую марионетку. Виктор Эммануил начал действовать лишь после того, как Совет утвердил резолюцию Гранди.
В 17:30 по местному времени Гранди прибыл к дуче в Палаццо Венеция. Встреча, запланированная на 15 минут, продолжалась больше часа, в то время как приёма ожидали начальник полиции и генерал-фельдмаршал люфтваффе Кессельринг. В своих мемуарах год спустя Муссолини отрицал, что говорил с графом об резолюции, что сомнительно. Вероятно, Гранди, уважавший дуче, объяснил ему смысл документа и предложил последнюю возможность сохранить репутацию — уйти в отставку перед началом голосования, что сделало бы его ненужным. Премьер-министр выслушал графа, назвавшего отставку способом предотвратить катастрофу, но в конце разговора заявил, что такие выводы ошибочны, ведь скоро у Германии появится «чудо-оружие». После этого дуче встретился с Кессельрингом и начальником полиции, которому сказал, что Гранди, Боттаи и Чиано легко поставить на место — стоит лишь их переубедить. Утром 23 июля Муссолини принял отставку министра связи Чини, что должно было послужить сигналом оппонентам премьера. Тем временем дома у Федерцони он сам, Гранди, юрист де Марсико, Боттаи и Чиано отредактировали резолюцию, изъяв из неё вступление, разъяснявшее функции Совета, таким образом продемонстрировав, что он обладает конституционными полномочиями отправить дуче в отставку. По мнению конституционалистов, с принятием в 1925 году «фашистских законов» основной закон королевства не прекратил действовать. В соответствии с этими законами Муссолини правил страной от имени монарха, всегда бывшего источником исполнительной власти, следовательно, если БФС проголосует за смещение премьер-министра, Виктор Эммануил будет уполномочен отправить его в отставку и назначить его преемника. Боттаи ознакомил с резолюцией Чиано: Гранди возражал против этого, так как тот был зятем дуче и отличался изменчивостью взглядов, но Чиано настоял на том, что должен прочитать документ. Полгода спустя решение зятя Муссолини спровоцировало смертный приговор Чиано на Веронском процессе. После встречи с ним Гранди в своём кабинете в палаццо Монтечиторио принял Фариначчи, которому показал резолюцию. Тот согласился лишь с первой частью и заявил, что командование должно быть передано немцам, чтобы Италия наконец начала сражаться по-настоящему, а от Муссолини и генералов следует избавиться. Фариначчи также попросил копию документа и изменил её в собственных целях. Перед заседанием совета граф попросил других членов Совета поддержать его.

## Заседание Большого фашистского совета

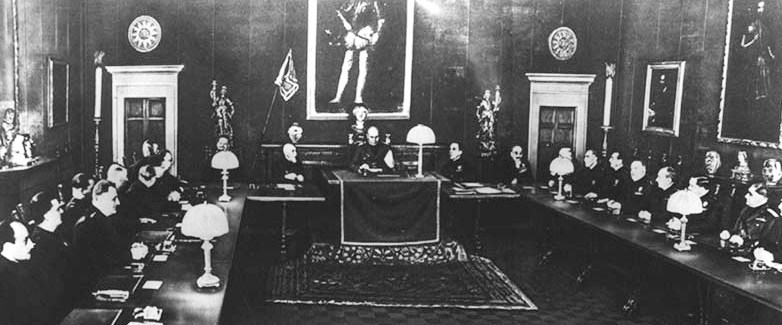
Заседание БФС, 9 мая 1936 года

24 июля в 17:00 28 членов Совета собрались в зале заседаний в палаццо Венеция. Дуче сидел выше остальных, стол перед ним был драпирован красной тканью с изображением фасций. Обычной охраны в здании не было: её сменили вооружённые чернорубашечники, взявшие под контроль двор, вестибюль и лестницу. Муссолини отказался от присутствия стенографиста. По воспоминаниям Гранди, он думал, что покинуть дворец живым ему вряд ли удастся, и спрятал под пиджаком две ручные гранаты. Перед встречей он внёс изменения в завещание и исповедовался.
Премьер-министр, одетый в униформу командующего чернорубашечников, начал заседание заранее заготовленной речью. Он подвёл итог истории верховного командования, пытаясь показать, что на самом деле многое из приписанного ему — заслуга Бадольо, затем разобрал ситуацию на фронтах за предыдущие месяцы и заявил, что готов вместе с правительством переехать на Паданскую низменность, как итальянское руководство после поражения при Капоретто было готово перебраться на Сицилию. В заключение он предложил присутствующим поделиться собственным мнением по поводу дилеммы — война или мир? Дуче говорил спокойно и уверенно, так как знал, что, за исключением трёх-четырёх его противников, большая часть членов Совета не определилась, и надеялся убедить их голосовать за проект Скорца, предусматривавший передачу королю лишь командования. Следующим выступил один из двух живущих квадрумвиров де Боно, затем Фариначчи, после него второй оставшийся квадрумвир де Векки.
Начал говорить Гранди, чья речь продолжалась полтора часа. Он зачитал проект резолюции и объяснил его, а своё выступление закончил словами Муссолини: «Пусть все фракции погибнут, чтобы жила нация». Следующим ещё раз взял слово Фариначчи, заявивший, что премьер-министр предал не конституцию, как утверждал граф, а фашизм, и что для победы в войне необходимо вычистить из партии ещё оставшихся там демократов и либералов, отправить генералов в отставку, передать верховное главнокомандование королю, объединить фронты с немецкими и укрепить партию.
В конце собственной речи Фариначчи зачитал свой проект резолюции, содержавший эти предложения. После небольшого обсуждения начал говорить Боттаи, выступавший в поддержку Гранди, затем Чиано, откровенно подведший итог союзу с Германией и прямо заявивший, что итальянцы — не предатели, а преданные. В 23:30 начальник штаба фашистской милиции Гальбьяти подмигнул Скорца, который нашёптывал Муссолини. Тот объявил, что из-за затягивания встречи некоторые из присутствовавших предложили продолжить её завтра. По свидетельству Гранди, он встал из кресла и на повышенных тонах объявил, что никто не покинет здание до голосования, ведь спать в то время, когда погибают итальянские солдаты, постыдно. Дуче уставился на него, но нехотя согласился. За 21-летнее его правление ещё никто не решался требовать голосования: так как фашизм был резко антипарламентарным, на заседаниях допускались лишь дискуссии, последнее слово оставалось за премьером. В полночь был объявлен 10-минутный перерыв: в то время, как члены БФС пили лимонад и заменители кофе, а Муссолини, мучившийся язвой, ограничился кружкой молока, граф Мордано собирал подписи под своим проектом.
После небольшой заминки премьер-министр вновь обратился к членам Совета, призвав их задуматься над голосованием, ведь утверждение проекта Гранди положит конец фашизму, и предупредил о том, что союзников это не удовлетворит, так как их цель — покончить с Италией, ставшей слишком сильной под его властью. Дуче сказал, что дело вовсе не в нём — в возрасте 60 лет он был готов расстаться с жизнью, названной им «захватывающим приключением», и отказался признавать поражение в войне, заявив, что у него есть способ выиграть её, но он не будет его раскрывать. Муссолини не собирался сдаваться королю без боя, с другой стороны, если бы дуче вновь заручился его доверием, последствия для Гранди и его сторонников были бы плачевными. К концу его речи многие из присутствовавших выглядели заметно потрясёнными. Граф вновь поднялся из кресла и выкрикнул, что премьер шантажирует их, и если выбирать между преданностью ему и верностью родине — выбор очевиден. Следующим произнёс речь Скорца, к удивлению Совета представивший свой проект резолюции, предусматривавший «утроение» министров обороны и внутренних дел, подчинявшихся дуче, и концентрацию власти в руках НФП.
Муссолини в ярости прервал секретаря партии. Его речь положила конец надеждам премьер-министра одержать победу над Гранди: партия дискредитировала себя в глазах почти всех членов её руководства. Старый сенатор Суардо, под впечатлением от слов дуче расплакавшийся, отозвал свою подпись под проектом графа и предложил объединить три проекта. Чиано нерешительно попросил Фариначчи снять с голосования его документ и обратиться к Гранди с просьбой объединить две резолюции, но Фариначчи отказался. Наконец в 2 часа ночи после девятичасового обсуждения Муссолини объявил заседание закрытым и приказал Скорца начать голосование. Сначала как пользующийся наибольшей поддержкой утверждали проект графа Мордано. Первым против проголосовал секретарь НФП, затем де Боно отдал голос «за», его поддержали не определившиеся. С результатом в 19 голосов за и 8 против документ был утверждён. Дуче признал результат голосования и спросил, кто ознакомит с ним короля. Гранди предложил премьер-министру самому сделать это. Тот сказал, что граф «спровоцировал кризис режима». Скорца попытался отсалютовать Муссолини, однако тот поднял руку в знак протеста. Члены совета покинули дворец, за исключением секретаря партии и её лидера, оставшихся обсудить юридический аспект резолюции. Они заключили, что она была всего лишь рекомендацией для монарха. Скорца предложил дуче подчиниться решению Совета, на что Муссолини не пошёл из-за убеждения, что такой шаг будет означать предательство им своих сторонников в БФС. Перед поездкой домой он позвонил по прослушиваемому телефону любовнице Кларе Петаччи и сказал: «Всё кончено», назвав произошедшее «величайшем водоразделом в истории».

### Текст резолюции
|                                                                        | Резолюция Дино Гранди Большой фашистский совет, Собравшись в эти часы величайшего испытания, прежде всего обратив свои мысли к героическим бойцам всех родов войск, которые вместе с жителями Сицилии, вера итальянского народа в которых неколебима, обращаясь к славным традициям, неколебимым ценностям и несокрушимому духу наших Вооружённых сил, изучив внутреннюю и международную ситуацию, а также политический и военный аспекты ведения войны, Провозглашает, что священный долг всех итальянцев – защищать любой ценой единство, независимость и свободу Родины, плоды жертв усилий, отданных четырьмя поколениями от Воссоединения Италии до наших дней, жизнь и будущее итальянского народа, Утверждает Необходимость нравственного и вещественного единения всех итальянцев в этот грозный и решающий час, когда решается судьба нации; Заявляет Что с этой целью необходимо немедленно восстановить все государственные функции, вменив Короне, Большому совету, правительству, парламенту и корпорациям, задачи и обязанности нашими уставным и конституционным законодательством; Предлагает Правительству молиться за Его Величество Короля, к которому с верой и доверием обращены сердца всей нации, чтобы он для чести и спасения отечества, принял на себя командование Вооружёнными силами на суше, море и в воздухе, в соответствии со статьёй пятой Статута Королевства, чтобы высшая инициатива по принятию решений принадлежала ему, как это всегда было в нашей национальной истории, славном наследии августейшей Савойской династии. |  | Ordine del giorno Grandi Il Gran Consiglio del Fascismo riunendosi in queste ore di supremo cimento, volge innanzi tutto il suo pensiero agli eroici combattenti di ogni arma che, fianco a fianco con la gente di Sicilia in cui più risplende l'univoca fede del popolo italiano, rinnovando le nobili tradizioni di strenuo valore e d'indomito spirito di sacrificio delle nostre gloriose Forze Armate, esaminata la situazione interna e internazionale e la condotta politica e militare della guerra proclama il dovere sacro per tutti gli italiani di difendere ad ogni costo l'unità, l'indipendenza, la libertà della Patria, i frutti dei sacrifici e degli sforzi di quattro generazioni dal Risorgimento ad oggi, la vita e l'avvenire del popolo italiano; afferma la necessità dell'unione morale e materiale di tutti gli italiani in questa ora grave e decisiva per i destini della Nazione; dichiara che a tale scopo è necessario l'immediato ripristino di tutte le funzioni statali, attribuendo alla Corona, al Gran Consiglio, al Governo, al Parlamento, alle Corporazioni i compiti e le responsabilità stabilite dalle nostre leggi statutarie e costituzionali; invita il Governo a pregare la Maestà del Re, verso il quale si rivolge fedele e fiducioso il cuore di tutta la Nazione, affinché Egli voglia per l'onore e la salvezza della Patria assumere con l'effettivo comando delle Forze Armate di terra, di mare, dell'aria, secondo l'articolo 5 dello Statuto del Regno, quella suprema iniziativa di decisione che le nostre istituzioni a Lui attribuiscono e che sono sempre state in tutta la nostra storia nazionale il retaggio glorioso della nostra Augusta Dinastia di Savoia |  |
| http://www.anpi.it/storia/283/lordine-del-giorno-grandi-25-luglio-1943 | |  | |  |

### Голосование
| За (18) | Воздержались (1) | Против (7) |
| --- | ---------------- | --- |
| - Альберто де Стефани - Альфредо де Марсико - Анни Бигнарди - Галеаццо Чиано - Джакомо Абербо - Джованни Баллелла - Джованни Маринелли - Джузеппе Бастианини - Джузеппе Боттай - Дино Альфьери - Дино Гранди - Карлуччо Парески - Луиджи Федерзони - Лучано Готтарди - Туллио Чанетти - Умберто Альбини - Чезаре Мария Де Векки - Эдмондо Россони - Эмилио Де Боно | - Джакомо Суардо | - Карло Скорца - Гвидо Буффарини-Гвиди - Энцо Эмилио Гальбьяти - Карло Альберто Биггини - Гаэтано Полвелли - Антонино Трингали-Казанова - Этторе Фраттари |

Роберто Фариначчи покинул комнату на время голосования.

## Арест Муссолини

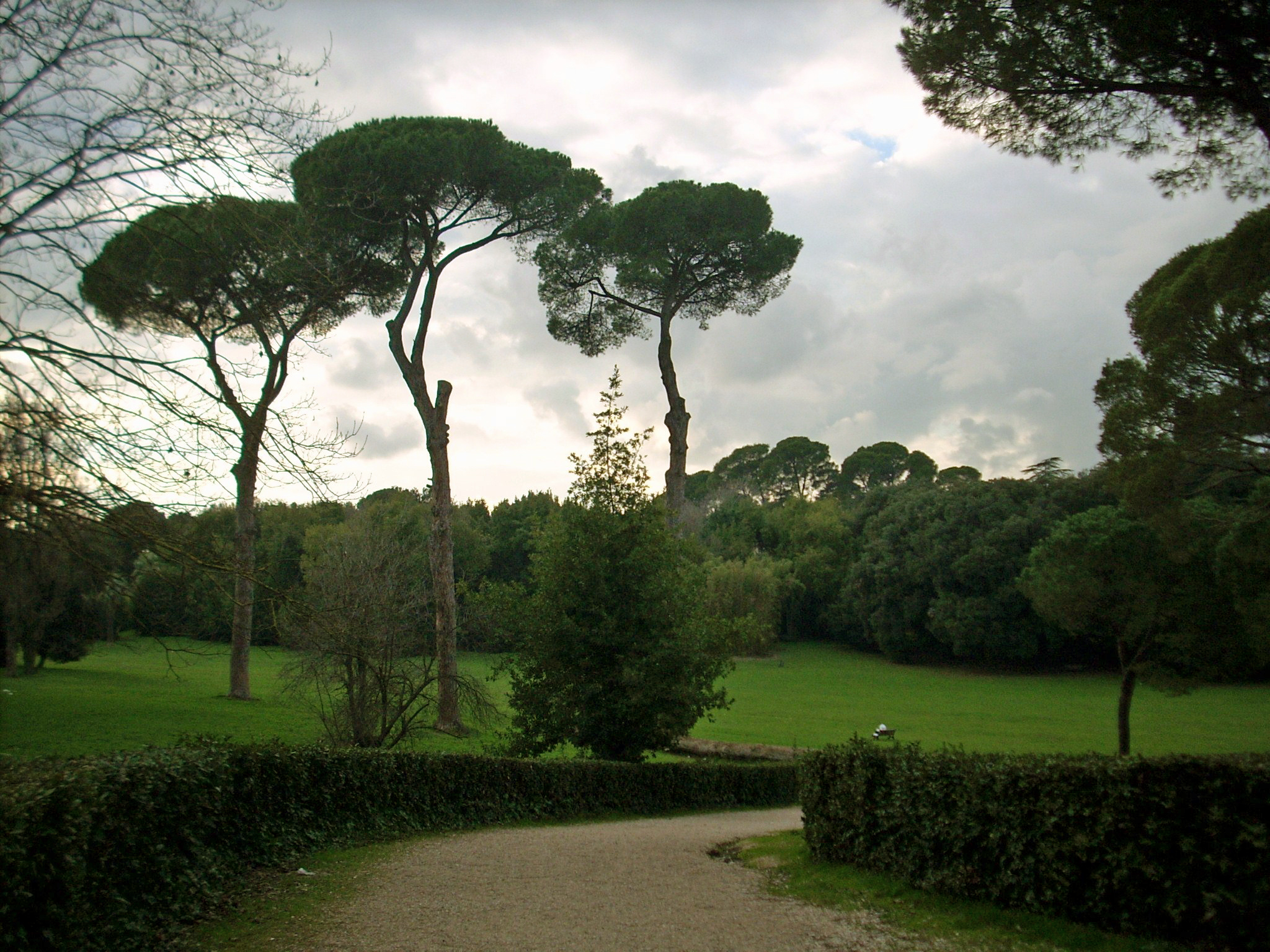
Римский парк Вилла Савойя (ныне Вилла Ада), где вечером 25 июля 1943 года Муссолини был арестован

Сразу после встречи Гранди до 6 утра проговорил с герцогом д’Аквароне, которому вручил две копии резолюции. Час спустя он проинформировал Виктора Эммануила. В 9:00 тот вызвал Бадольо и объявил ему, что 29 июля он сменит Муссолини на посту премьер-министра. В 8 утра тот как обычно приехал на работу и обнаружил на рабочем столе письмо от Тулио Чанетти, в котором тот отзывал свой голос за резолюцию графа. Дуче приказал разыскать его, однако Гранди, находившийся в своём кабинете в палаццо Монтечиторио, несколько раз сообщил, что его нет в городе. Вероятно, Муссолини хотел, чтобы граф начал переговоры с союзниками о перемирии. Начальник штаба фашистской милиции Гальбьяти предложил премьер-министру арестовать 19 членов Совета, поддержавших графа, на что дуче не дал своего согласия. После этого он попросил об аудиенции у короля, что нарушило его планы. Посоветовавшись, он принял решение арестовать Муссолини. Тем временем он принимал японского посла, который три недели ждал встречи. Дипломат ожидал выслушать лишь обмен любезностями, но дуче поразил его, выдвинув предложение японскому премьер-министру Хидэки Тодзё убедить Гитлера примириться со Сталиным, иначе, по словам дуче, Италия будет вынуждена покинуть «ось». После полудня он приехал в квартал Сан-Лоренцо, пострадавший от бомбардировок, затем вернулся в свою резиденцию Вилла Торлония, где скромно пообедал. Жена Муссолини Ракеле предложила ему проигнорировать аудиенцию, так как королю нельзя доверять, и заявила Бенито, что тот не вернётся со встречи. Он ответил, что король — его лучший друг.

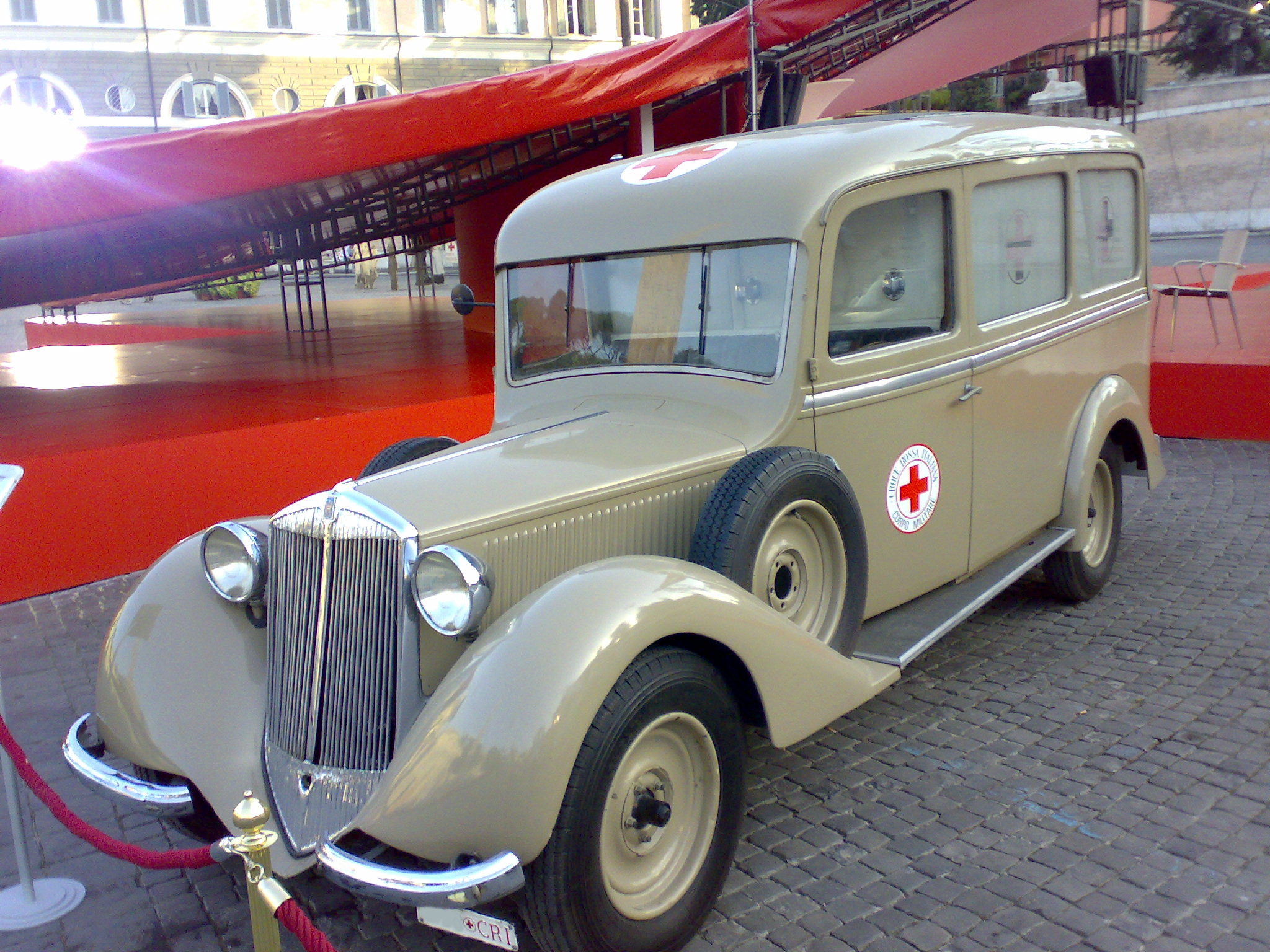
Автомобиль скорой помощи Bianchi S9 с кузовом фирмы Garavini, на которой увезли арестованного Муссолини 25 июля 1943 года.

В 17:00 премьер, одетый в гражданское, прибыл в монаршую резиденцию на автомобиле в сопровождении охраны. При нём был закон о Большом фашистском совете, принятая им резолюция и письмо от Чанетти. Виктор Эммануил встретил гостя во внутреннем дворе. Тот попытался убедить собеседника, что резолюция не имеет никакой юридической силы, а многие из её подписантов за ночь успели передумать. Король прервал его и спокойно сказал дуче, что страна разбита, а новым премьер-министром станет маршал Бадольо. Ошеломлённый Муссолини ответил: «Значит, всё кончено? Всё кончено, всё кончено. Но что будет со мной, с моими родными?». Монарх заверил дуче, что лично позаботится о безопасности его и его семьи, и сопроводил его к двери, где Муссолини встретил капитан карабинеров Виньери. Дуче пошёл к своей машине, но капитан приказал ему ради его же безопасности сесть в рядом припаркованную карету скорой помощи. Муссолини поначалу отказался, но был вынужден подчиниться. Увидев внутри трёх полицейских и трёх карабинеров, он воскликнул: «И полицейские? Нет!», тогда Виньери взял его за локоть и впихнул в машину, проследовавшую до армейских казарм в Трастевере. Час спустя пленника перевезли в казармы карабинеров в Прати. Той же ночью ему передали тёплое письмо от Бадольо, объяснявшего необходимость ареста и предлагавшего выбрать место содержания. В ответном письме дуче попросил перевода на виллу в Романье — единственную недвижимость, которая ему принадлежала, и выразил готовность помогать новому правительству. Вместо Романьи Муссолини отправили на остров Понца, несколько недель спустя — на острова Ла-Маддалена и наконец на горнолыжный курорт на плато Кампо-Императоре в Гран-Сассо. 12 сентября отряд под командованием Скорцени освободил его. После аудиенции король долго бродил по саду вместе с адъютантом, которому сказал: «Сегодня моё 18 брюмера».
Тем временем все основные телефонные узлы были блокированы верными монарху силами. Новый начальник полиции, назначенный д’Аквароне спустя 30 минут после начала встречи, приказал арестовать всех руководителей фашистской партии, находившихся в столице. Здание государственного радио, к которому имели доступ чернорубашечники, было также взято под контроль. В это время Виктор Эммануил принял Бадольо. В 18:00 Скорца, ожидавший встречи с Муссолини, попытался узнать новости в штабе карабинеров и был арестован, однако, пообещав верность НФП новым властям, отпущен. В 19:00 Гальбьяти получил известие об аресте дуче. Увидев, что штаб-квартира фашистской милиции окружена армейскими подразделениями, он отдал приказ избегать провокаций. Несмотря на то, что большая часть офицеров хотела проигнорировать указание начальника, после консультации с четырьмя генералами он позвонил замминистру внутренних дел и объявил, что чернорубашечники сохраняют верность и королю, и дуче, а так как война продолжается, то долг каждого его бойца — продолжать сражаться. Теперь Бадольо было нечего опасаться со стороны фашистской милиции. Гальбьяти, сменённый генералом Армеллини, вскоре был арестован. Чернорубашечники вошли в состав вооружённых сил и были распущены.

## Реакция на переворот
Внимание, внимание. Его величество король и император принял отставку председателя правительства, премьер-министра и государственного секретаря господина Бенито Муссолини и назначил председателем правительства, премьер-министром и государственным секретарём маршала Италии господина Пьетро Бадольо.— Сообщение итальянского радио об отставке Муссолини
В 22:45 диктор государственного радио Джамбаттиста Ариста, по обыкновению зачитывавший важную информацию, сообщил об отставке Муссолини и назначении Бадольо премьер-министром. Коммюнике заканчивалось словами: «Война продолжается. Италия сдержит слово». Граждане медленно осознавали, что произошло. Журналист Паоло Монелли писал об обстановке в столице:

Тишину летней ночи взрывают песни, крики, шум. Разгорячённые кофе посетители поднимаются по Виа дель Тритоне с криками: «Вставайте, граждане! Они арестовали Муссолини! Смерть Муссолини, долой фашизм!». Всё это словно говорил немой, спустя двадцать лет обрётший голос. Всюду вспыхнули окна, двери открыты настежь, все обнимаются друг с другом, делятся новостью, в запале активно пользуются несложными жестами. Горячие головы бросаются на тех, кто ещё носит фашистский значок, срывают его и топчут. «К чёрту жука!» Толпы людей бросились приветствовать короля и Бадольо.— 
 По всей стране народ вышел на улицы, уничтожая фашистские символы и срывая плакаты. В большинстве случаев месть ограничилась срыванием фашистских значков — «жуков» — и принудительными тостами в честь маршала.
В Германии отставку Муссолини восприняли крайне остро. Гитлер понимал, что с уходом Дуче с политической сцены, новое правительство Италии во главе с маршалом Бадольо начнёт отходить от курса фашизма и постарается провести переговоры с Антигитлеровской коалицией, чтобы выйти из войны или же станет их союзником. Хотя Бадольо и заверял, что курс Италии остаётся прежним и она будет продолжать являться верным союзником Рейха. Однако, целью этих заверений было не допустить оккупацию страны немецкими войсками.
Фрагмент № 14 Совещание в ставке Гитлера 25 июля 1943 г., 21.30:

 Гитлер: Вы знаете о событиях в Италии?
 Кейтель: Я слышал только несколько последних слов.
 Гитлер: Дуче ушёл в отставку. Это ещё не подтверждено. Бадольо возглавил правительство. Дуче ушёл в отставку.
 Кейтель: По собственной инициативе, мой фюрер?
 Гитлер: Видимо, по просьбе короля под давлением двора. Я вам вчера говорил, как вёл себя король.
 Йодль: Бадольо возглавил правительство.
 Гитлер: Бадольо возглавил правительство, и он наш злейший враг. Нам надо немедленно выяснить, сможем ли мы найти способ возвращения наших людей на материк [из Сицилии].
 Йодль: Главное, собираются итальянцы воевать или нет?
 Гитлер: Они говорят, что будут, но это предательство! Нам должно быть совершенно ясно: это чистое предательство! Я просто всё ещё жду, когда сообщат, что говорит дуче. Этот — как его? — пытается сейчас поговорить с дуче. Надеюсь, он повлияет на него. Я хочу, чтобы дуче доставили сюда немедленно, если удастся повлиять на него так, что мы могли сразу же вернуть его в Германию.
 Йодль: Если есть какие-то сомнения, остаётся только одно.
 Гитлер: Я думал насчёт того, чтобы отдать приказ 3-й моторизованной дивизии немедленно захватить Рим и арестовать всё правительство.
— Варлимонт Вальтер. Падение Муссолини // В ставке Гитлера. Воспоминания немецкого генерала. 1939-1945 = Inside Hitler's Headquarters. — New York: Praeger, 1964 / Перевод И. Игоревского. — М.: Центрполиграф, 2005. — 567 с. — (За линией фронта. Мемуары). — 7000 экз. — ISBN 5-9524-1851-1.
После этого Гитлер поручил ОКВ разработку операции по поиску и освобождению из заключения Муссолини, а также поручил разработать масштабную операцию по вводу германских войск в саму Италию и захват контроля над итальянскими зонами оккупации на юге Франции, на Балканах, Корсике.

## Последствия
Немцы узнали об аресте Муссолини около 19:30. Гитлер, получив известие об этом, пришёл в ярость и несколько раз воскликнул: «Измена!». Фариначчи прибыл в германское посольство, где Кессельринг предложил ему вступить в дивизию «М» из преданных делу фашистов, расквартированную в Монтеротондо близ Рима, но Фариначчи отказался и попросил вывезти его в Германию. Несколько часов спустя он вылетел из Фраскати в Мюнхен. Тем временем 44-я пехотная дивизия и 36-я горнострелковая бригада перешли через Альпы и заняли Южный Тироль, другие немецкие соединения вторглись в провинции Венеция-Джулия и Пьемонт. 26 июля — 8 августа в Италии без согласия властей разместились 8 дивизий и одна бригада вермахта, в чём две недели назад Гитлер отказал дуче в Фельтре.
26 июля власти объявили чрезвычайное положение и ввели комендантский час. 27 июля состоялось первое заседание кабинета Бадольо, на котором было решено сослать Муссолини на остров, распустить Большой фашистский совет, Палату фасций и корпораций и Особый трибунал в защиту государства и запретить воссоздание партий. Несмотря на это, их представители 26 июля встретились в Милане, а 27 июля и 2 августа — в Риме. Христианско-демократическая, либеральная, социалистическая, коммунистическая партии и «Партия действия» координировали борьбу против властей, вылившуюся в массовые беспорядки, в ходе которых было убито 83 человека, сотни ранены.
Утром 25 июля Гранди передал запись заседания иностранному корреспонденту, но в тот же день узнал, что власти не дадут опубликовать его. Понимая, что новое правительство хочет забыть об усилиях фашистов по свержению Муссолини, граф пригласил к себе в офис послов Испании и Швейцарии, которым передал документ при условии его публикации в газетах. На следующий день он появился в швейцарской прессе. Тем временем Гранди при личной встрече крупно поссорился с герцогом д’Аквароне, затем говорил с королём, Бадольо и папой. Граф Мордано предложил тайно переправить его в Мадрид, где он надеялся через британского посла Сэмюэля Хора начать переговоры о перемирии. Немцам уже было известно о визите Гранди к папе, за графом следило гестапо. 31 июля его наконец принял новый министр иностранных дел Гварилья, однако он не торопился с переправкой Гранди в Испанию, так что время было упущено.
Поначалу новое правительство не предпринимало никаких шагов по установлению контактов с союзниками или обороне страны от немцев. Гварилья до назначения министром иностранных дел был послом в Турции. Пока он возвращался из Анкары, драгоценное время было потеряно. После ареста Муссолини король вновь бездействовал и передал политические вопросы на откуп д’Аквароне и Бадольо. Заявление о продолжении войны, не убедившее Германию, поставило антигитлеровскую коалицию в замешательство, и бомбардировки итальянских городов возобновились. 46 дней между свержением дуче и вступлением в силу перемирия привели к тому, что к 8 сентября армия пребывала в коллапсе, Рим, оставшийся без защиты, был занят немецкими войсками, а король и правительство бежали вглубь страны.
Муссолини был освобождён и возглавил Итальянскую социальную республику — началась гражданская война.

## Отражение в кино
- Ход переворота в довольно сокращённом и исторически не совсем достоверном виде показан в начале фильма «Прорыв» киноэпопеи Юрия Озерова «Освобождение».

## Комментарии
1. ↑  в качестве трупов